# Dom wielorodzinny przy ul. Tramwajowej 2 we Wrocławiu
Dom wielorodzinny przy ul. Tramwajowej 2 – modernistyczny budynek mieszkalny na osiedlu Dąbie, wybudowany jako dom eksperymentalnego osiedla wystawy WUWA według projektu Paula Heima i Alberta Kemptera.

## Historia
Galeriowiec przy ul. Tramwajowej powstał w roku 1929 w czasie zaledwie trzech miesięcy wraz z pozostałymi budynkami eksperymentalnego osiedla będącego zasadniczą częścią wystawy „Mieszkanie i Miejsce Pracy”. Zlokalizowany jest w południowej części tego osiedla przeznaczonej na domy wielorodzinne, został oznaczony numerem porządkowym 1. 
Budynek pomimo pewnych uszkodzeń przetrwał działania wojenne w roku 1945 w stosunkowo dobrym stanie, został następnie odnowiony i do dziś pełni funkcje mieszkalne. W dobudówce mieszczącej pierwotnie poczekalnię i kioski z mlekiem i gazetami przez dłuższy czas mieścił się salon fryzjerski. W roku 1979 wraz z innymi budynkami osiedla wzorcowego galeriowiec został wpisany do rejestru zabytków. W roku 2014 przeprowadzono gruntowny remont galeriowca, w czasie którego usunięto większość powojennych przeróbek i przywrócono mu kształt pierwotny.

## Architektura
Projektanci domu Paul Heim i Albert Kempter, którzy zostali zaproszeni przez organizatorów wystawy do wzięcia w niej udziału mieli wcześniej już duże doświadczenie w projektowaniu wielorodzinnych domów mieszkalnych na kilku wrocławskich osiedlach. Forma budynku zgodnie z zasadami modernizmu jest prosta i pozbawiona większych ambicji artystycznych. Jest on prostopadłościanem zwieńczonym płaskim dachem z wysuniętym okapem. Od strony południowej dołączono jeszcze półokrągłą poczekalnię dla pasażerów tramwaju. Dom posiada żelbetową konstrukcję szkieletową wypełnioną cegłami żużlowymi. Nie jest podpiwniczony, funkcję piwnicy pełni parter, gdzie umieszczono komórki do użytku lokatorów oraz warsztat, który obecnie zaadaptowany jest na mieszkanie. Na trzy kondygnacje mieszkalne prowadzi jedna umieszczona centralnie klatka schodowa. Do mieszkań prowadzą galerie usytuowane po stronie zachodniej. Orientacja taka jest nietypowa, gdyż zazwyczaj galeriowce buduje się na osi wschód-zachód. Zdaniem architektów takie usytuowanie i forma budynku były próbą sprawdzenia tego typu budownictwa w specyficznym klimacie Śląska. Budynek posiada osiemnaście mieszkań, po sześć na każdym piętrze, z których cztery mają powierzchnię 48 m², a dwa pozostałe 60 m². Każde z sześciu mieszkań na jednym piętrze posiada inny wariant rozmieszczenia izb, jednakże kuchnia, łazienka i toaleta umieszczone są zawsze od strony galerii, a pokoje dzienne i sypialnie od strony wschodniej.
Dom zebrał pozytywne oceny krytyków. Ernst May uznał budynek za "najbardziej udany w osiedlu" WUWA.